# Laurence Cummings
Laurence Cummings (geboren 1968 in Birmingham) ist ein britischer Cembalist, Dirigent und Hochschullehrer. 
Seit 1999 leitet er das London Handel Festival, von 2012 bis 2021 auch die Internationalen Händel-Festspiele Göttingen.

## Leben und Werk
Laurence Cummings besuchte die Solihull School und das Christ Church College in Oxford, studierte am  Royal College of Music und absolvierte einen MA an der University of Oxford. Zu seinen Lehrern zählte Jill Severs. Er ist Gründungsmitglied der London Handel Players und widmete seine Laufbahn überwiegend dem Werk von Georg Friedrich Händel.
Von 1997 bis 2012 leitete Cummings die Musikabteilung der Royal Academy of Music. Er ist Musikdirektor des London Handel Orchestra und seit 1999 auch des London Handel Festivals. Er ist weiters Präsident der Tilford Bach Society, Musikdirektor des Orquestra Barroca Casa da Música in Porto und ein Trustee des Handel House Museum. Im September 2011 übernahm er zusätzlich die Leitung der Internationalen Händel-Festspiele in Göttingen.
Er spielte Cembalo mit einer Reihe namhafter Originalklang-Ensembles, darunter Les Arts Florissants, The Sixteen Choir, Gabrieli Consort und Orchestra of the Age of Enlightenment. Er dirigierte auch an der English National Opera, in Glyndebourne und Garsington, an der English Touring Opera sowie an den Opernhäusern von Lyon und Zürich.
Cummings veröffentlichte zahlreiche Tondokumente, sowohl als Instrumentalist als auch als Dirigent. Seine Aufnahmen als Dirigent umfassten Händels erst vor Kurzem entdeckte Gloria mit der Solistin Emma Kirkby und dem Royal Academy of Music Baroque Orchestra sowie Handel Arias mit Angelika Kirchschlager und dem Kammerorchester Basel (für Sony BMG). Er stellte auch eine Reihe von Aufnahmen vor, die Werken für Tasteninstrumente von Louis und François Couperin sowie Händel gewidmet sind.